# D'oh!
D’oh! je typický výkřik Homera Simpsona z amerického animovaného televizního seriálu Simpsonovi. V roce 2002 bylo toto slovo, ovšem bez apostrofu, přidáno do slovníku anglického jazyka Oxford English Dictionary. Slovo vyjadřuje frustraci při zjištění, že se něco nepovedlo nebo nejde podle plánu, případně že mluvčí právě řekl nebo udělal něco hloupého. Česká televize však při dabingu českého znění seriálu toto slovo nejen nepřekládá, ale ani nezavedla, takže Homer v češtině říká slova jako „ne“, „kurňa“, „sakra“ nebo „ou“.
V roce 2006 bylo toto slovo zařazeno na šestou příčku v seznamu stanice TV Land 100 největších televizních hlášek. Mluvené slovo „d’oh“ má zvukovou ochranná známku společnosti 20th Century Studios.

## Názvy dílů
Protože slovo vycházelo z Castellanetovy interpretace při dabingu, nemělo několik let oficiální pravopis. Místo toho to bylo vždy zapisováno jako „(naštvaný výkřik)“ (anglicky „annyoned grunt“). Právě toto označení používají v anglickém originále v názvu 4 díly:
- Simpsoncalifragilisticexpiala(Annoyed Grunt)cious (8. řada,1997)
- E-I-E-I-(Annoyed Grunt) (11. řada, 1999)
- I, (Annoyed Grunt)-Bot (15. řada, 2004)
- G.I. (Annoyed Grunt) (18. řada, 2006)

Poté, co slovo získalo svou jasnou definici, devět dílů jej použilo ve svém názvu (v anglickém originále), ačkoliv se to zpočátku prolínalo s výrazem „naštvaný výkřik“, ovšem tyto výskyty byly posléze nahrazeny:
- D’oh-in’ in the Wind (10. řada, 1998)
- Days of Wine and D’oh’ses (11. řada, 2000)
- C.E. D’oh (14. řada, 2003)
- We’re on the Road to D’ohwhere (17. řada, 2006)
- He Loves to Fly and He D’ohs (19. řada, 2007)
- Waverly Hills 9-0-2-1-D’oh (20. řada, 2009)
- The Greatest Story Ever D’ohed (21. řada, 2010)
- The Falcon and the D’ohman (23. řada, 2011)
- The D’oh-cial Network (23. řada, 2012)
- D’oh Canada (30. řada, 2019)

## Slovník
Termín „d’oh!“ je používán nebo byl přijat mnoha fanoušky Simpsonových a běžně jej používají jej i lidé, kteří nejsou fanoušky tohoto seriálu. Termín se stal součástí moderní řeči a ukazuje rozsah vlivu televizních pořadů na společnost. Slovo bylo nejprve přidáno v roce 1998 do Oxford Dictionary of English a v roce 2001 i do Oxford English Dictionary.